# Ercourt
Ercourt est une commune française située dans le département de la Somme en région Hauts-de-France.
Depuis juillet 2020, la commune fait partie du parc naturel régional Baie de Somme - Picardie maritime.

## Géographie

### Localisation
Ercourt est un village picard du Vimeu.
À vol d'oiseau, la commune est située à 8 km au sud-est de Feuquières-en-Vimeu, 10 km au nord d'Oisemont, 11 km au sud-ouest d'Abbeville et à 44 km au nord-ouest d'Amiens.
Le territoire de la commune est limitrophe de ceux de cinq communes.
Les communes limitrophes sont Grébault-Mesnil, Béhen, Huppy, Tœufles et Tours-en-Vimeu.

### Hydrographie
La commune est située dans le bassin Artois-Picardie. Elle n'est drainée par aucun cours d'eau.

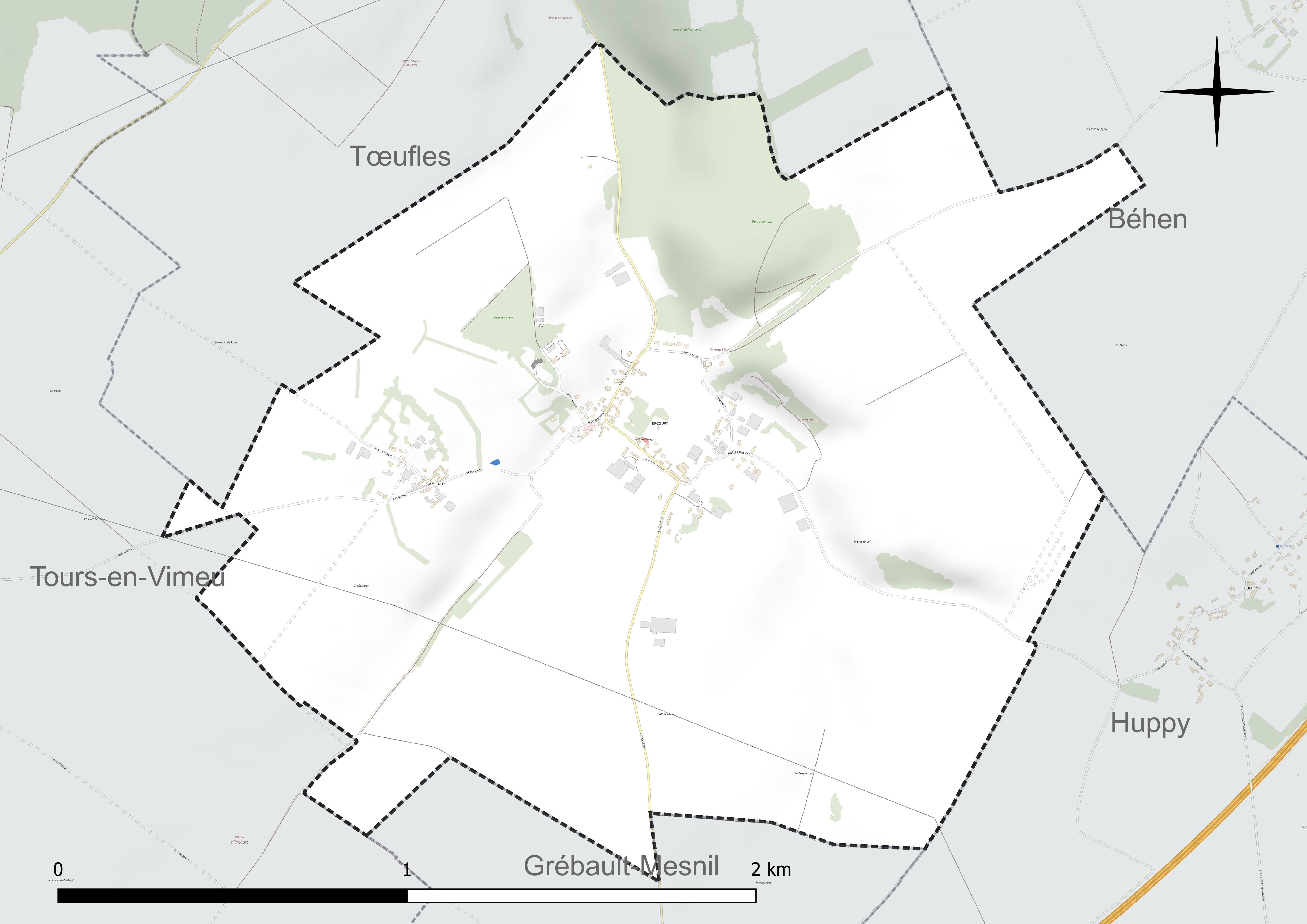
Réseau hydrographique d'Ercourt.

### Climat
Pour des articles plus généraux, voir Climat des Hauts-de-France et Climat de la Somme.
En 2010, le climat de la commune est de type climat océanique altéré, selon une étude du CNRS s'appuyant sur une série de données couvrant la période 1971-2000. En 2020, Météo-France publie une typologie des climats de la France métropolitaine dans laquelle la commune est exposée à un climat océanique et est dans la région climatique Côtes de la Manche orientale, caractérisée par un faible ensoleillement (1 550 h/an) ; forte humidité de l'air (plus de 20 h/jour avec humidité relative > 80 % en hiver), vents forts fréquents.
Pour la période 1971-2000, la température annuelle moyenne est de 10,2 °C, avec une amplitude thermique annuelle de 13 °C. Le cumul annuel moyen de précipitations est de 856 mm, avec 12,6 jours de précipitations en janvier et 8,6 jours en juillet. Pour la période 1991-2020, la température moyenne annuelle observée sur la station météorologique la plus proche, située sur la commune d'Oisemont à 10 km à vol d'oiseau, est de 11,1 °C et le cumul annuel moyen de précipitations est de 801,4 mm,. Pour l'avenir, les paramètres climatiques de la commune estimés pour 2050 selon différents scénarios d'émission de gaz à effet de serre sont consultables sur un site dédié publié par Météo-France en novembre 2022.

## Urbanisme

### Typologie
Au 1er janvier 2024, Ercourt est catégorisée commune rurale à habitat dispersé, selon la nouvelle grille communale de densité à sept niveaux définie par l'Insee en 2022.
Elle est située hors unité urbaine. Par ailleurs la commune fait partie de l'aire d'attraction d'Abbeville, dont elle est une commune de la couronne,. Cette aire, qui regroupe 73 communes, est catégorisée dans les aires de 50 000 à moins de 200 000 habitants,.

### Occupation des sols
L'occupation des sols de la commune, telle qu'elle ressort de la base de données européenne d'occupation biophysique des sols Corine Land Cover (CLC), est marquée par l'importance des territoires agricoles (87,2 % en 2018), une proportion identique à celle de 1990 (87,2 %). La répartition détaillée en 2018 est la suivante : 
terres arables (61,4 %), prairies (25,7 %), zones urbanisées (6,4 %), forêts (6,4 %). L'évolution de l'occupation des sols de la commune et de ses infrastructures peut être observée sur les différentes représentations cartographiques du territoire : la carte de Cassini (XVIIIe siècle), la carte d'état-major (1820-1866) et les cartes ou photos aériennes de l'IGN pour la période actuelle (1950 à aujourd'hui).

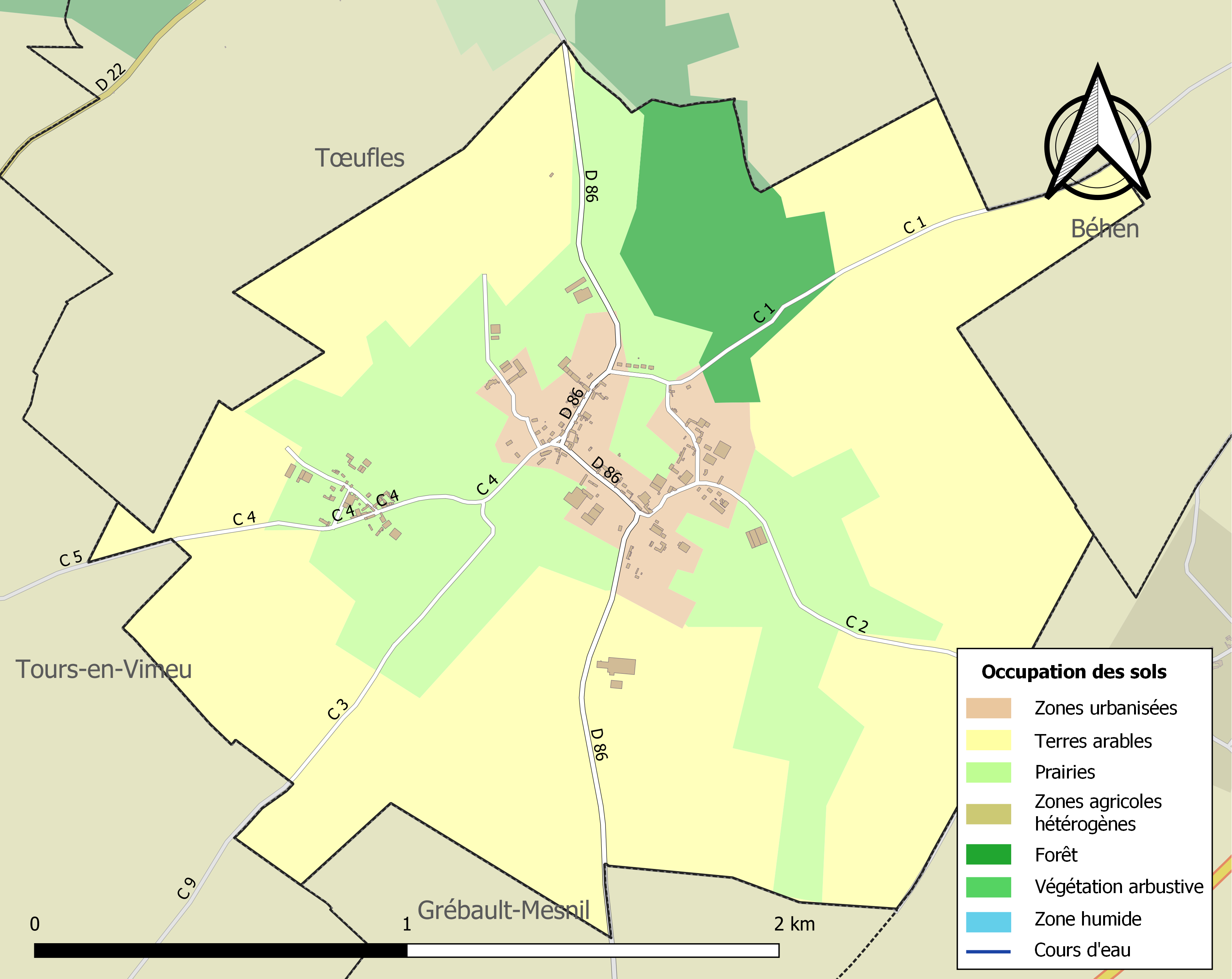
Carte des infrastructures et de l'occupation des sols de la commune en 2018 (CLC).

### Lieux-dits, hameaux et écarts
Le Monchel est un hameau de la commune.

### Habitat et logement
En 2018, le nombre total de logements dans la commune était de 62, alors qu'il était de 59 en 2013 et de 55 en 2008.
Parmi ces logements, 88,7 % étaient des résidences principales, 3,2 % des résidences secondaires et 8,1 % des logements vacants. Ces logements étaient pour 98,4 % d'entre eux des maisons individuelles et pour 1,6 % des appartements.
Le tableau ci-dessous présente la typologie des logements à Ercourt en 2018 en comparaison avec celle de la Somme et de la France entière. Une caractéristique marquante du parc de logements est ainsi une proportion de résidences secondaires et logements occasionnels (3,2 %) inférieure à celle du département (8,3 %) et à celle de la France entière (9,7 %). Concernant le statut d'occupation de ces logements, 83,6 % des habitants de la commune sont propriétaires de leur logement (84,6 % en 2013), contre 60,3 % pour la Somme et 57,5 % pour la France entière.
| Typologie                                               | Ercourt | Somme | France entière |
| ------------------------------------------------------- | ------- | ----- | -------------- |
| Résidences principales (en %)                           | 88,7    | 83,3  | 82,1           |
| Résidences secondaires et logements occasionnels (en %) | 3,2     | 8,3   | 9,7            |
| Logements vacants (en %)                                | 8,1     | 8,4   | 8,2            |

### Voies de communication et transports
Ercourt est desservi par la route départementale RD 86 est est aisément accessible depuis de la sortie no 4 de l'autoroute A28, En ce qui concerne les transports en commun, il est accessible en 2019 par la ligne d'autocars no 21 (Vismes - Abbeville)  du réseau Trans'80, Hauts-de-France, les jours du marché d'Abbeville, le mercredi et le samedi.

## Toponymie
Dom Grenier cite la forme latinisée d'Aierdicuria. En 1129, Hugues Boutery fournit Ercort, dans un cartulaire de Berteaucourt. À la fondation de l'abbaye de Séry, en 1185, Aercort est relevé. La même année, Henri de Fontaine fournit Aercurt dans « Histoire de Séry ». Dès 1300, la graphie Ercourt est mentionnée par Marnier.

## Histoire
D'après le Dictionnaire biographique international des écrivains d'Henri Carnoy, l'abbé Hoin a écrit l'histoire du village.
Ercourt a eu des seigneurs au cours des XIIe et XIIIe siècles comme le mentionne René de Belleval dans le deuxième volume de Nobiliaires de Ponthieu et de Vimeu, à savoir :
- Richer d'Ercourt, chevalier, sire dudit lieu, en 1129 ;
- Wermon, chevalier, et Guillaume, son frère, témoins, en 1146 ;
- Guillaume, Senold et Hugues d'Ercourt, fils d'Emma, en 1180 ;
- Hugues d'Ercourt, chevalier, seigneur dudit lieu, en 1204.

Il semble que cette famille se soit éteinte avant le XIVe siècle. La terre d'Ercourt passe alors sous le contrôle de la maison de Bailleul.
Bien plus tard, au XVIIIe siècle, la région d'Abbeville était importante pour le commerce des manufactures. À Ercourt se trouvaient notamment des fabriques de toiles à voiles destinées à l'Amérique. 
Le seigneur du lieu au XVIIIe siècle est Louis Antoine Joseph Caudron d'Ercourt, écuyer, grand bailli des villes et baronnies d'Aubigny, mort à Arras et enterré en 1753.

## Politique et administration

### Rattachements administratifs et électoraux

#### Rattachements administratifs
La commune se trouve dans l'arrondissement d'Abbeville du département de la Somme.
Elle faisait partie depuis 1801 du canton de Moyenneville. Dans le cadre du redécoupage cantonal de 2014 en France, cette circonscription administrative territoriale a disparu, et le canton n'est plus qu'une circonscription électorale.

#### Rattachements électoraux
Pour les élections départementales, la commune fait partie depuis 2014 du canton d'Abbeville-2
Pour l'élection des députés, elle fait partie de la troisième circonscription de la Somme.

### Intercommunalité
Ercourt était membre de la communauté de communes du Vimeu Vert, un établissement public de coopération intercommunale (EPCI) à fiscalité propre créé fin 1993, succédant au  SIVOM de Moyenneville et auquel la commune avait transféré un certain nombre de ses compétences, dans les conditions déterminées par le code général des collectivités territoriales.
Dans le cadre des dispositions de la loi portant nouvelle organisation territoriale de la République du 7 août 2015, qui prévoit que les établissements publics de coopération intercommunale (EPCI) à fiscalité propre doivent avoir un minimum de 15 000 habitants, cette intercommunalité a fusionné avec sa voisine pour former, le 1er janvier 2017, la communauté de communes du Vimeu, dont est désormais membre la commune.

### Politique locale
À la suite de quatre démissions intervenues entre les élections municipales de 2020 et 2022, et de mésententes au sein du conseil qui n'ont pas permis le vote des budgets et comptes administratifs en 2021 et 2022, des élections municipales partielles ont lieu en novembre 2022 et voient la majorité du maire Jean-Philippe Machu confortée,. Toutefois, ces élections sont annulées par le Conseil d'État, les bulletins de vote de la liste soutenue par le maire étant d'une dimension irrégulière permettant de les identifier dans une enveloppe électorale fermée. De nouvelles élections ont donc lieu le 25 juin 2023. Les élections municipales partielles organisées en conséquence en juin 2023 conforment les résultats de l'élection de 2022.

### Liste des maires
| Période                                  | Période                     | Identité                                | Étiquette | Qualité                                                    |
| ---------------------------------------- | --------------------------- | --------------------------------------- | --------- | ---------------------------------------------------------- |
| Les données manquantes sont à compléter. |                             |                                         |           |                                                            |
| janvier 1790                             |                             | Jacques Robert Wulfran Samson d'Ercourt |           | Chevalier, seigneur d'Ercourt et Monchel                   |
| 1808                                     | 1815                        | Jean-Baptiste Honeste Boinet            |           |                                                            |
| 1815                                     | 1831                        | Pierre Duflos                           |           |                                                            |
| 1831                                     | 1843                        | François Basile Barbier                 |           | Agriculteur                                                |
| 1843                                     | 1848                        | Jacques Honoré Pruvost                  |           | Charpentier Mort en fonctions                              |
| 1848                                     | 1849                        | François Basile Barbier                 |           | Agriculteur                                                |
| novembre 1849                            | octobre 1900                | Henri Adhémar Le Blond du Plouy         |           | Baron du Plouy, propriétaire Mort en fonctions             |
| Les données manquantes sont à compléter. |                             |                                         |           |                                                            |
| en 1969 ou avant                         |                             | Paul Tétu                               |           |                                                            |
|                                          |                             | Jean Le Cadet                           |           |                                                            |
| 1984                                     | 2008                        | Jean-Marie Machu,                       | DVD       | Agriculteur Vice-président de la CC du Vimeu Vert[Quand ?] |
| mars 2008                                | juillet 2020                | Yannick Dessaint                        | EXD       |                                                            |
| juillet 2020                             | En cours (au 1er juin 2023) | Jean-Philippe Machu                     |           | Agriculteur Fils de Jean-Marie Machu                       |

## Équipements et services publics

### Enseignement
En 2016, la commune est membre du SIVOS qui  administre le regroupement pédagogique concentré d'Ercourt, Huchenneville et Béhen, dont l'école est à Huchenneville, mais les élèves sont également scolarisés à l'école d'Huppy ou celle de Moyenneville.

## Population et société

### Démographie
L'évolution du nombre d'habitants est connue à travers les recensements de la population effectués dans la commune depuis 1793. Pour les communes de moins de 10 000 habitants, une enquête de recensement portant sur toute la population est réalisée tous les cinq ans, les populations de référence des années intermédiaires étant quant à elles estimées par interpolation ou extrapolation. Pour la commune, le premier recensement exhaustif entrant dans le cadre du nouveau dispositif a été réalisé en 2008.

En 2022, la commune comptait 126 habitants, en évolution de +4,13 % par rapport à 2016 (Somme : −1,26 %, France hors Mayotte : +2,11 %).
| 1793 | 1800 | 1806 | 1821 | 1831 | 1836 | 1841 | 1846 | 1851 |
| ---- | ---- | ---- | ---- | ---- | ---- | ---- | ---- | ---- |
| 305  | 285  | 339  | 313  | 371  | 372  | 354  | 331  | 339  |

| 1856 | 1861 | 1866 | 1872 | 1876 | 1881 | 1886 | 1891 | 1896 |
| ---- | ---- | ---- | ---- | ---- | ---- | ---- | ---- | ---- |
| 330  | 365  | 381  | 360  | 362  | 324  | 330  | 343  | 348  |

| 1901 | 1906 | 1911 | 1921 | 1926 | 1931 | 1936 | 1946 | 1954 |
| ---- | ---- | ---- | ---- | ---- | ---- | ---- | ---- | ---- |
| 320  | 278  | 273  | 213  | 186  | 182  | 193  | 204  | 178  |

| 1962 | 1968 | 1975 | 1982 | 1990 | 1999 | 2006 | 2008 | 2013 |
| ---- | ---- | ---- | ---- | ---- | ---- | ---- | ---- | ---- |
| 187  | 185  | 178  | 165  | 143  | 124  | 133  | 136  | 121  |

| 2018 | 2022 | - | - | - | - | - | - | - |
| ---- | ---- | - | - | - | - | - | - | - |
| 122  | 126  | - | - | - | - | - | - | - |

### Sports et loisirs
Le sentier de grande randonnée GR 125 passe dans le village.

## Culture locale et patrimoine

### Lieux et monuments
- Église Saint-Sulpice : en 1860, Oswald Macqueron, parcourant alors le département, réalise une aquarelle de l'église[35]. Une cinquantaine d'années plus tard, la Société des Antiquaires de Picardie en fait une description détaillée dans l'ouvrage La Picardie historique et monumentale[36] (1907-1911).

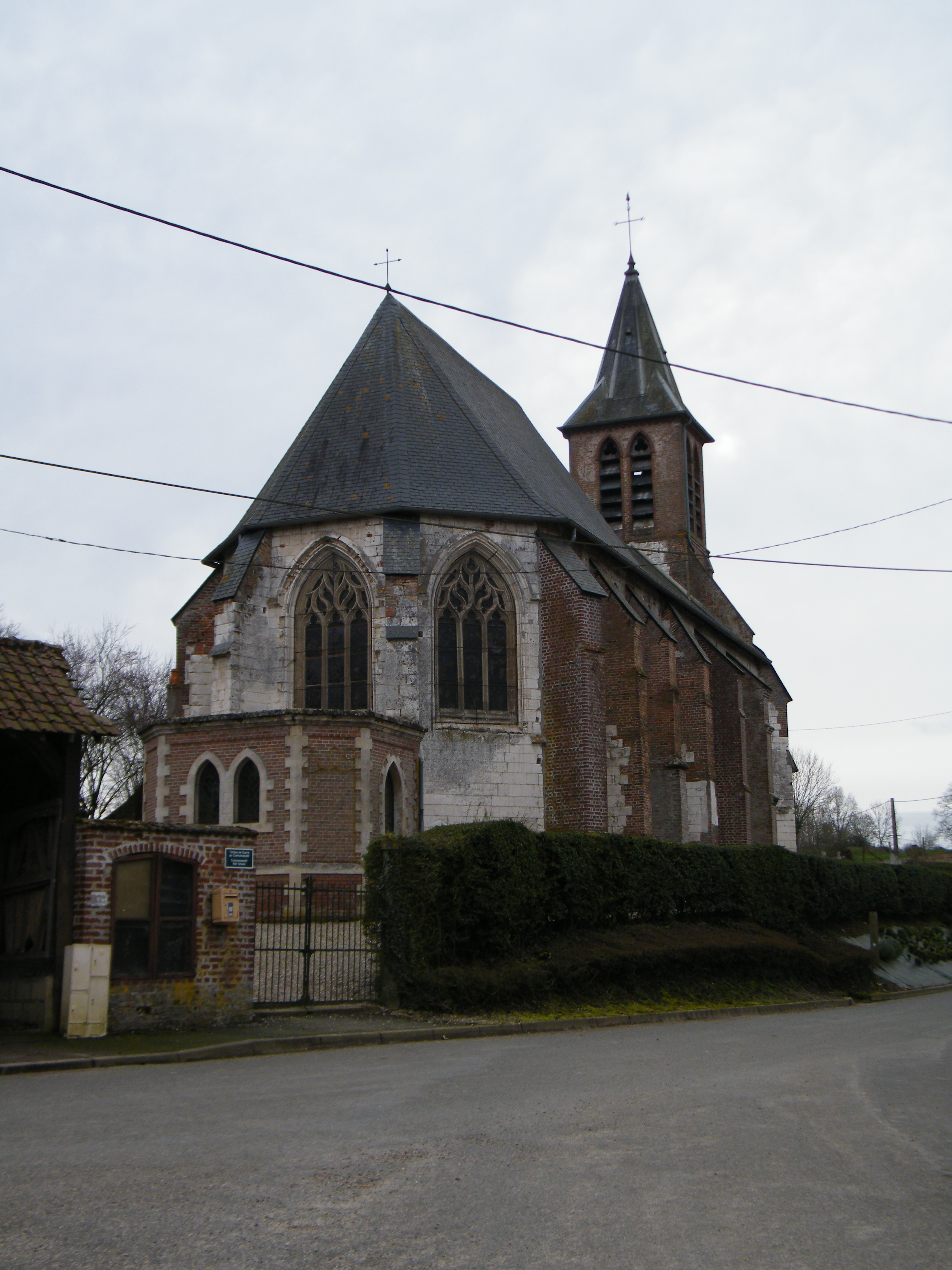
Chevet de l'église.
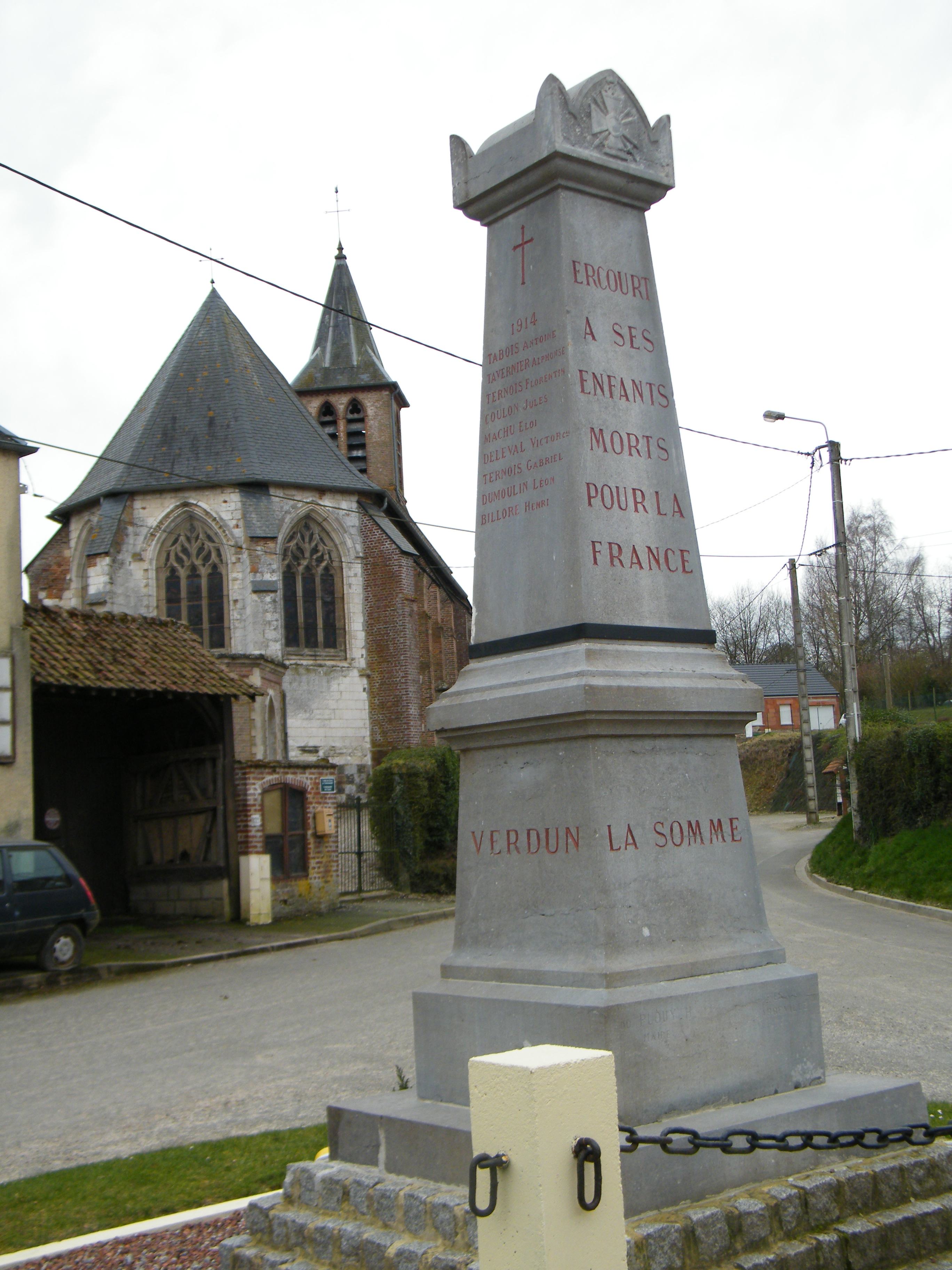
Monument aux morts pour la patrie.
Puits patrimonial reconstitué.

### Personnalités liées à la commune
Joseph Charles Antoine Hoin (abbé) , né à Ercourt le 12 octobre 1839, mort à Saint-Sauflieu dont il était le curé le 23 février 1901. Chercheur érudit, professeur au petit séminaire de Saint-Riquier en 1870, il aurait écrit l'histoire de plusieurs villages de la Somme, en particulier Ercourt, Nibas, Ochancourt, Saint-Maxent et Tully. Un article à son sujet et son portrait figurent dans le Dictionnaire biographique international des écrivains. Des historiens locaux qui lui sont postérieurs comme Alcius Ledieu dans son Tully (Somme) (1910) ou l'abbé Rançon dans son Histoire de Béthencourt-sur-Mer (1912) le citent comme source importante.

## Pour approfondir